# 하이거 버스
하이거 버스(영어: Higer Bus Company Limited, 중국어 간체자: 金龙联合汽车工业（苏州）有限公司, 정체자: 金龍聯合汽車工業（蘇州）有限公司, 병음: Jīnlóng liánhé qìchē gōngyè (Sūzhōu) yǒuxiàn gōngsī)는 중국의 상용차 제조 업체로, 킹롱의 계열사다. 본사는 장쑤성 쑤저우시에 있다.
대한민국에는 전기버스인 하이퍼스로 알려졌으며, 피라인모터스가 수입 대행을 맡고 있다.
2016년 9월 8일 재무부는 신에너지 자동차 홍보 및 적용을 위한 보조금 특별 조사에서 GMC, Suzhou Jinlong, Wuzhoulong, Chery Wanda, Shaolin Bus 등 5개 대표적인 문제 회사를 지정하였다. 그 중 Suzhou Jinlong은 2015년에 1,683대의 신에너지 차량과 5억 2천만 위안의 보조금을 보유하여 불법 차량과 금액이 가장 높은 '보조금 사기꾼'이 되었다. 통지문에는 5억 2천만 위안의 국가 보조금이 철회되고 Suzhou Jinlong에는 2억 6천만 위안의 벌금이 부과될 것이라고 명시되어 있다.

## 연혁
- 1998년 : 회사 설립[2]

## 생산 차종
- 하이거 하이퍼스 시리즈
- 하이거 H5C
- 하이거 H6C
- 하이거 H4E
- 하이거 A 시리즈
- 하이거 V 시리즈
- 하이거 NEW H 시리즈
- 하이거 B 시리즈

## 갤러리

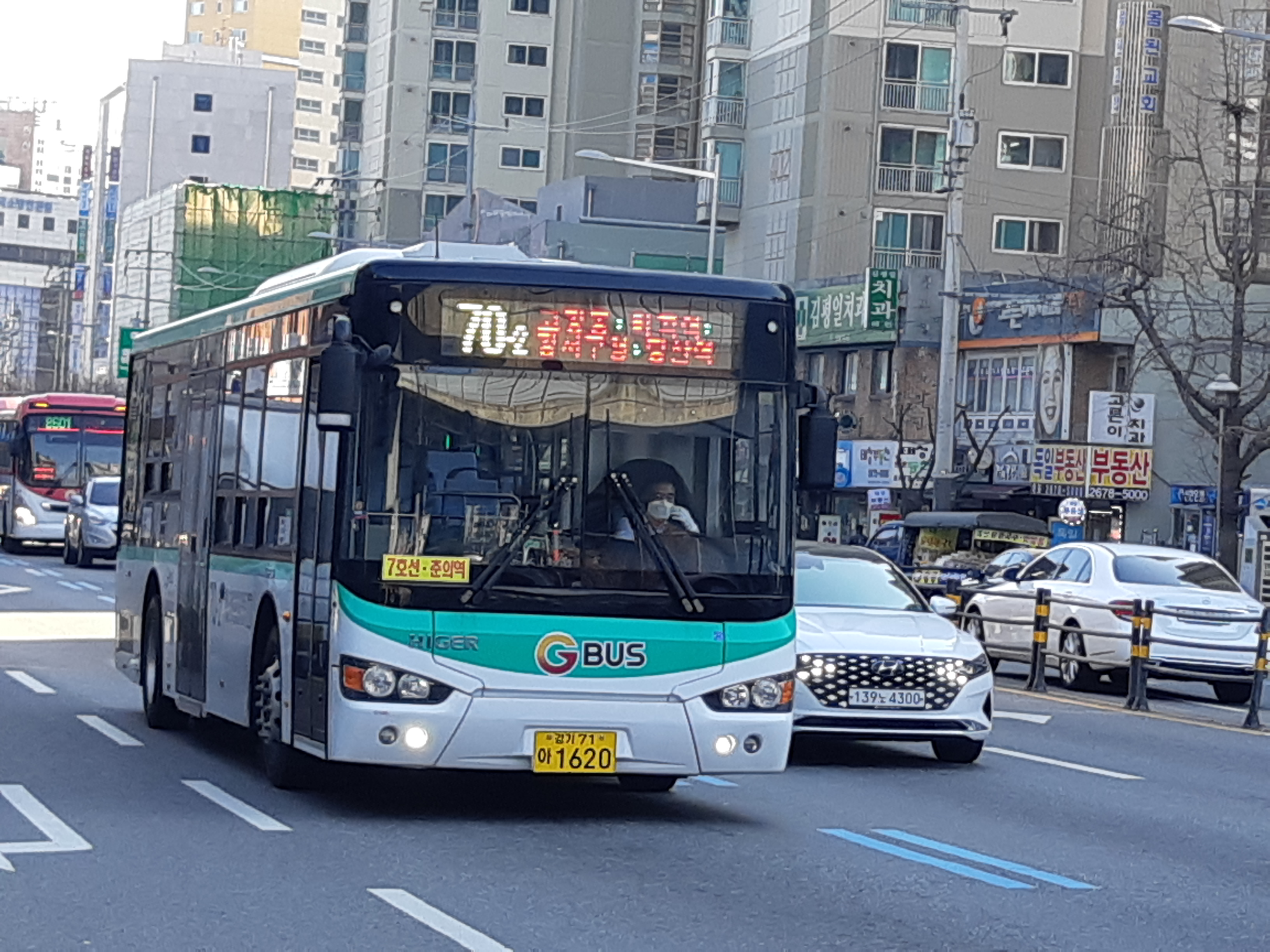
소신여객에서 운행 중인 하이퍼스
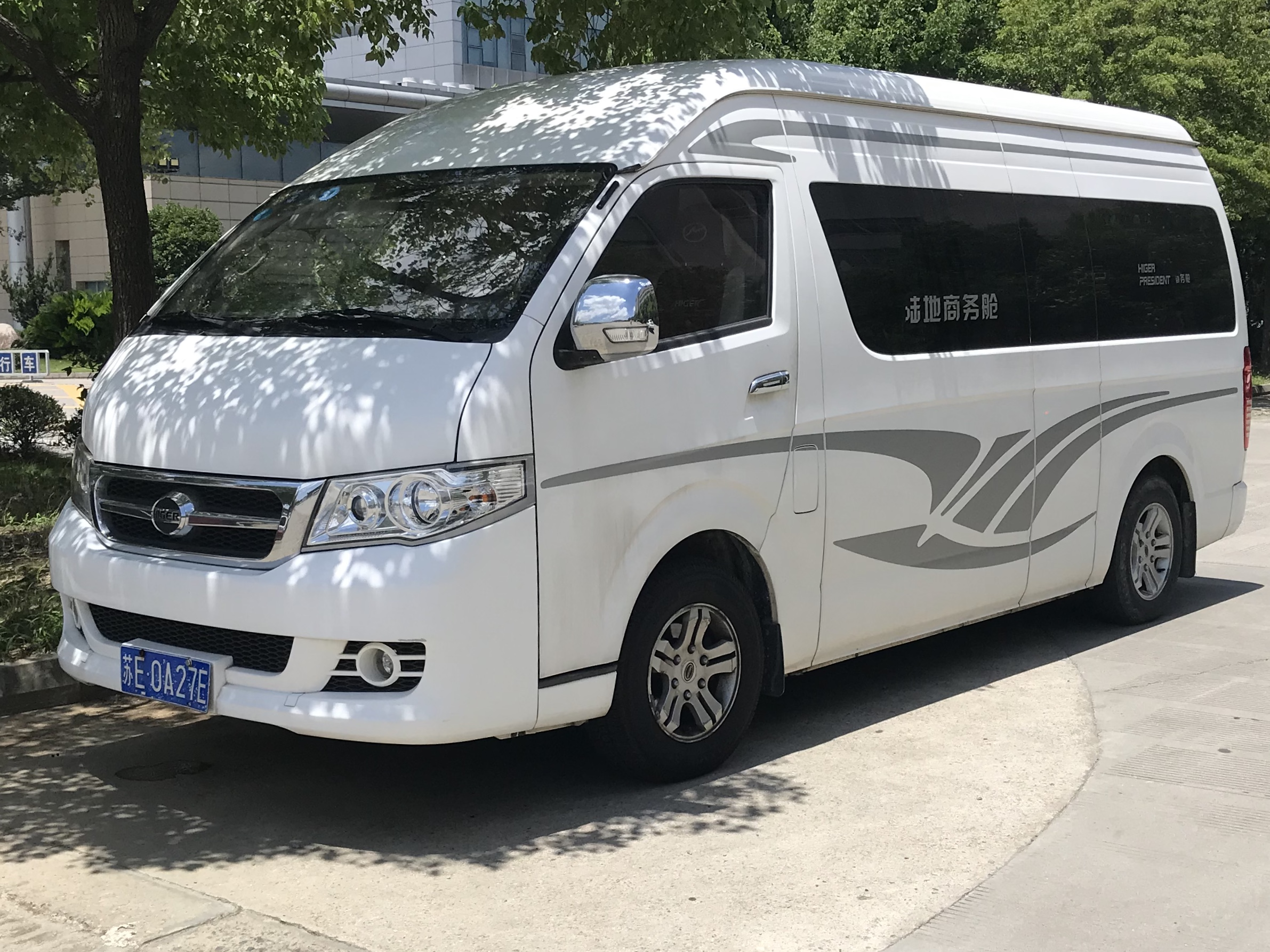
하이거 H5C